# Citrus sunki
Classification phylogénétique
Citrus sunki est un groupe de petits agrumes d'Asie de l'est communément nommés mandarine aigre. C'est traditionnellement un porte-greffe utilisé en Chine d'où il serait originaire, et à Taiwan. Les coréens qui l'ont séquencé et qui le cultivent publient depuis 2010 des recherches au sujet de sa richesse en polyphénols, flavonoïdes et polyméthoxyflavones (PMF) qui offrent des avantages pour la santé.

## Dénomination
Citrus reticulata Blanco (sensu Swingle et Reece 1967, Mabberley 1997, 2004), synonyme Citrus sunki (Hayata) hort. ex Tanaka (sensu Hodgson 1967; sensu Tanaka sec. Cottin 2002). Sankitsu, Shantou, Suangju, Sunekat chez Cottin 2002
En coréen 진귤 = 陳橘 (jingyul) mandarine Jingeul, Sansan, 山橘 (du chinois Shān jú) mandarine des montagnes, Citrus Jinkyool. En chinois 酸桔 (suān jié). En japonais スンキー、サンキツ (Sunkii, Sankitsu).

## Phylogénie

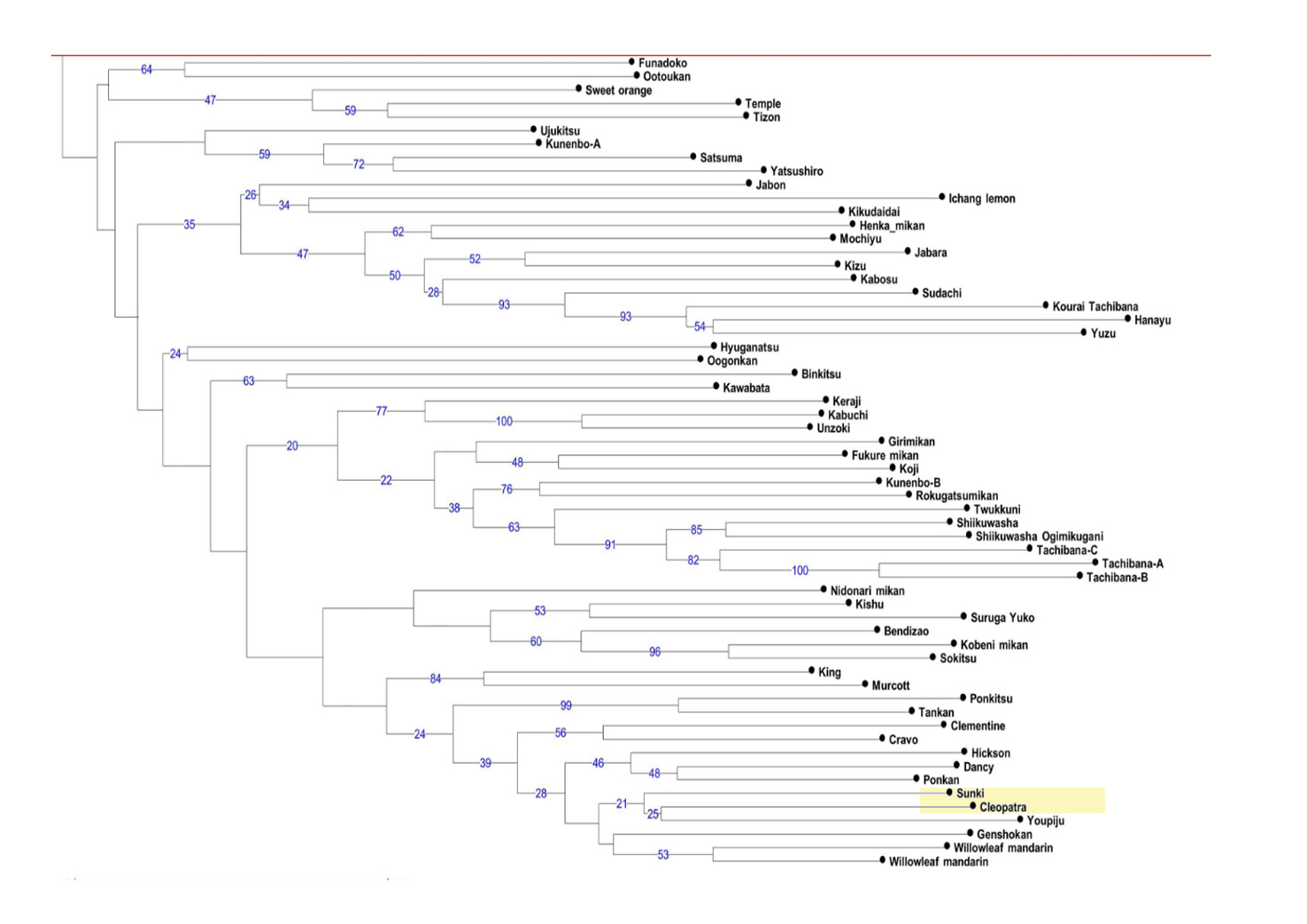
Phylogénie du groupe mandarine chez Shimizu et al. (2016) Sunki en bas éloignée des mandarines méditerranéennes et des mandarines asiatiques

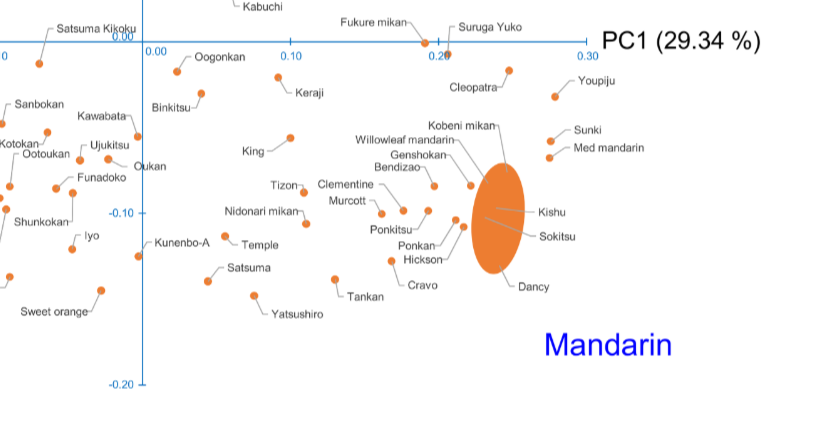
Sunki a une très faible introgression de pamplemoussier (C. maxima) il est bien à gauche du pole mandarine (Shimizu 2016), ce que confirme Guohong Albert Wu et al. (2018)

Sunki est polyembryonnaire. Shimizu (2016) classe C. sunki aux côté de Cleopatra (C. reshni) dans un groupe mandarine sauvage. Un séquençage du génome chloroplastique complet (160 699 pb, 134 gènes, dont 89 gènes codant pour des protéines, 37 gènes d'ARNt et huit gènes d'ARNr,) est réalisé en Corée en 2020, la relation à C. reticulata est à nouveau confirmée. En 2023, François Luro et al. regroupe ‘Cleopatra’, ‘Sunki’ (n° 076 et 705 du SRA), Shikuwasa, Tachibana et ‘Koraï Tachibana’ dans le deuxième sous-groupe des mandarines tout en signalant le caractère unique des 2 derniers.

### Descendance
- Certains shikuwasa (C. depressa) ont pour parents fécondateurs des Sunki x Twukkuni (la variété Ogimikugani n'a pas de proximité avec Sunki),
- Tankan = Sunki pollinisateur x orange douce (C. sinensis)[10].

## Description
La plante est sauvage et cultivée (en Chine et en Corée), c'est le second agrume le plus répandu à Jeju. La peau séchée (chenpi) est d'usage courant en ethnomédecine orientale.

### L'arbre
L'arbre est petit à moyen, l'écorce a un parfum distinctif. Les feuilles sont lancéolées-elliptiques, avec un limbe de 6,8 cm de long, largeur 2,5 cm

#### Porte-greffe
Raimund H. Marloth (1939) le donne comme porte-greffe exclusif à Taïwan Fauvel (1946) au Japon. Il est tolérant au CTV, à la xyloporose et au mildiou, très tolérants au sel. Des obtentions de porte-greffes hybrides Sunki x Poncirus trifoliata ont été diffusées aux Etats-Unis: 'Bitters' (C22), 'Carpenter' (C54) et 'Furr' (C57)et au Brésil. Phytophthora parasitica provoque une forte réaction chez Sunki, il est aussi sensible à l'exocortis, modérément résistants au froid, inadapté aux sols calcaires ce qui limite son usage comme porte-greffe.
La tolérance génétique au HBL (2020) a été associé à la régulation négative de la synthèse de gibbérelline et à l'induction du renforcement de la paroi cellulaire.

### Le fruit
Le fruit est petit proche de 3 cm de haut et de 3,5 cm de diamètre, il pèse environ 24 g. Les graines sont nombreuses: environ 18 graines par fruit. La pulpe étant très acide, le fruit n'est pas consommé sans avoir été transformé, séché, infusé, dans les boissons, etc. Tanaka distingue «le Sunki à petits fruits de Canton et de Formose» (1930).

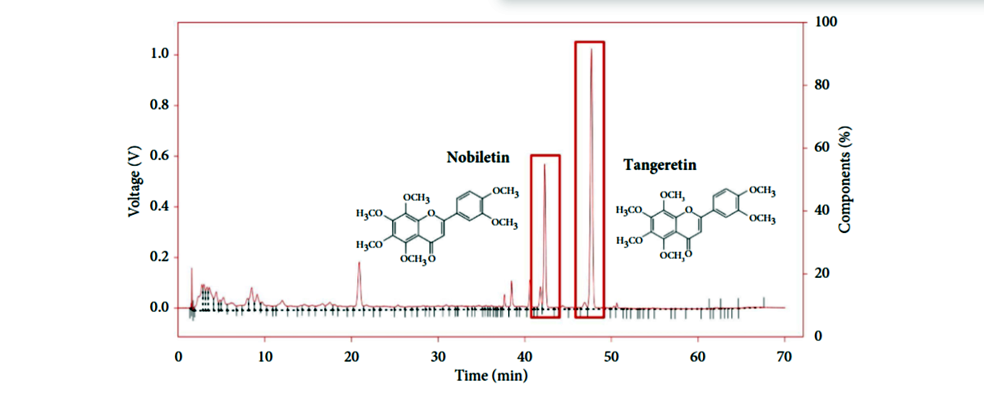
Pics de la nobilétine à 42 min et de la tangéritine à 47 min dans un chromatogramme d'extrait de peau de sunki (2024)

#### Composés actifs
En Corée la peau de Sunki fermentée est traditionnellement utilisée comme anti-inflammatoire. Cet effet est en cours de vérification expérimentale. La peau contient (2014) 9 flavonoïdes : l'hespéridine; l'isosinensétine; l'hydroxypentaméthoxyflavone; la dihydroxytétraméthoxyflavone; la sinensétine; la tétraméthyl-O-isoscutellaréine; la nobilétine; la tangeritine et l'hydroxypentaméthoxyflavone. La capacité antioxydante est qualifiée d'élevée. Les actions favorables de la nobilétine et de la tangéritine dans la gestion des troubles neurodégénératifs ont été mis en évidence dès 2013. En 2024, une publication coréenne écrit «La nobilétine (5 006,35 ppm) et la tangérétine (10 796,55 ppm) sont particulièrement abondantes dans Citrus sunki». Elles peuvent améliorer la prolifération et la différenciation de certains adipocytes.

## Huile essentielle

### Fruit
Jiyoon Yang et al. (2023) ont publié une analyse comparative des huiles essentielles de fruits de diverses mandarines, Sunki a pour principaux composants 92,35 % de D-limonène (68,18 % chez Salud Pérez G -2011) , 1,9 % de β-pinène (niveau élevé, 1,2 % de β-myrcène (4,36 % chez  Salud Pérez G), ces auteurs ne notent aucun effet de l'huile essentielle sur la production de cytokines pro-inflammatoires. F. Luro et al. avaient observé (2023) de leur côté une forte dispersion selon les cultivars de Sunki de Corse qui incite à la méfiance («les deux accessions de 'Sunki' sont génétiquement et chimiquement très différentes. Il est probable que cette homonymie soit liée à une caractérisation phénotypique erronée du morphotype de Sunki»). Un de leurs Sunki avait 19,7 % oxyde de thymyle et 34,7 % de γ-terpinène (premier composant aromatique du shikuwasa) un autre 47,7 % de sabinène (un classique des mandarines) .

### Feuille et petitgrain
Les chercheurs brésiliens ont publié (2015) une analyse complète de l'HE de Sunki, Cleopatra et de leurs hybrides. L'huile essentielle de feuille de Sunki est variable avec principalement du limonène, du sabinène et du β-pinène, teneur est élevée en γ-terpinène (7.7% moyen maximum 15%), le  methyl ether de thymol (22%), P-cymène (8.8% moyen, maximaum 20%), nérol . Les constituants discriminants majeurs sont analysés.